# スタディオン・ズデジェレ
スタディオン・ズデジェレ（Stadion Z'dežele）は、スロベニア・ツェリェにあるサッカー専用スタジアム。NKツェリェがホームスタジアムとして使用している。ツェリェの公共団体であるZPO Celje d.o.o.が運用管理を行なっている。

## 概要
2003年にメインスタジアムとなる東スタンドのみのスタジアムとして建設され、2008年までに何度かの改修を重ねて現在の収容人数となった。2004年からはスタディオン・ベジグラードに代わるサッカースロベニア代表のホームスタジアムとして2007年まで定期的に使用された。2010年には国内で初めてとなるキリスト教の聖餐が開催され、約32,000人が出席した。